# Pont de Mauves
Le pont de Mauves est un pont franchissant la Loire et supportant la route départementale 31 en Loire-Atlantique.

## Localisation
Le pont est situé à cheval sur les communes de Mauves-sur-Loire et Divatte-sur-Loire.

## Présentation

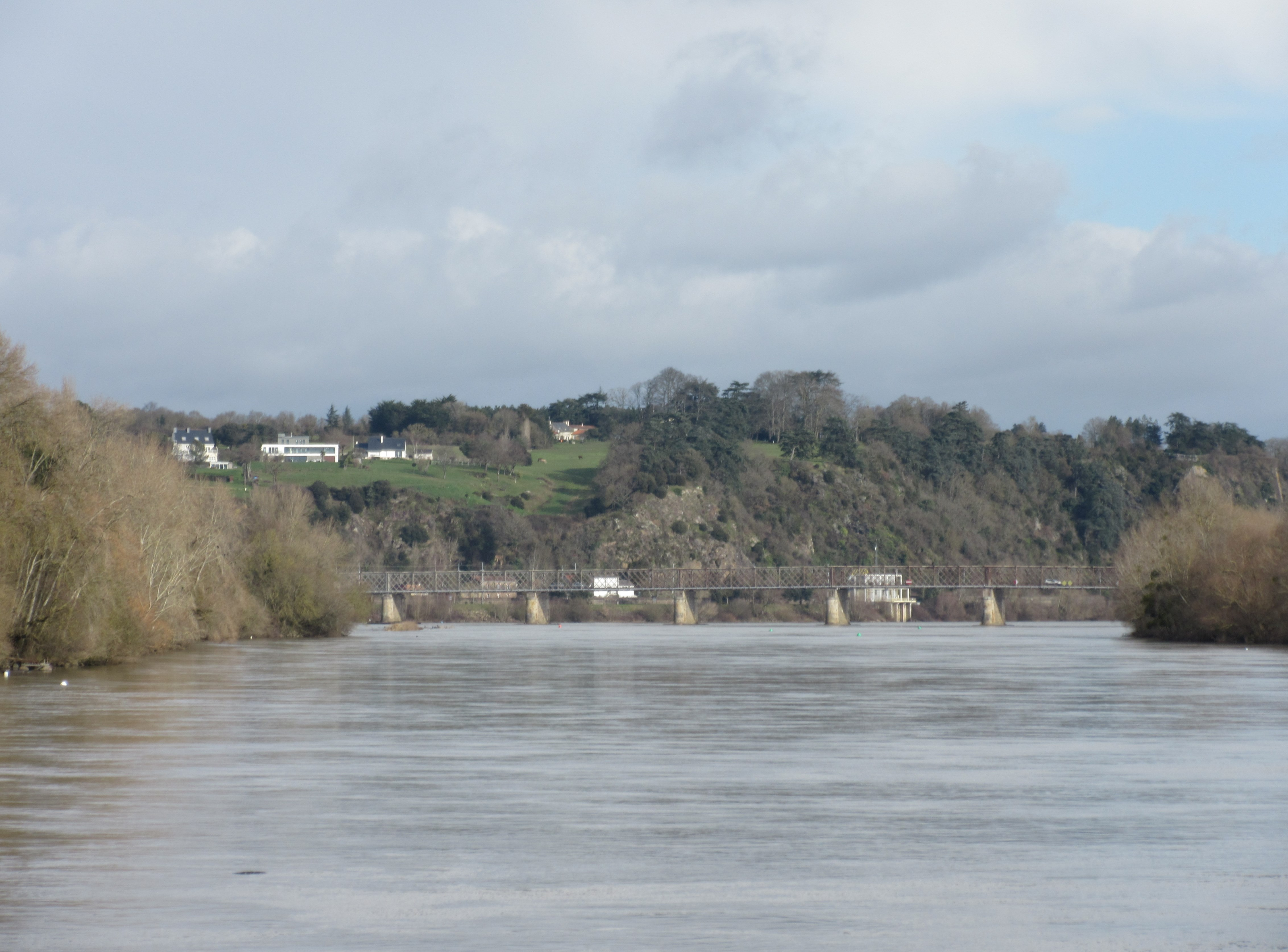
Pont de Mauves vu de la Pierre Percée

La ligne de ponts est constituée de 2 ouvrages, séparés par une bande de terre de 280 m : 
- au nord, le « Grand pont » franchit le bras principal de la Loire au nord sur une longueur de 482 m. compte 11 travées ;
- au sud, le « pont de la Pinsonnière » franchit le bras mort de la Loire sur 90 m de longueur. Il compte deux travées.

Cet ouvrage constitue un point de passage de la Loire important pour la circulation entre l'agglomération nantaise et le Vignoble nantais, surtout lors de l'encombrement des Ponts de Bellevue, situé en aval. En effet, ces dernières années, le trafic routier n'a cessé de croître du fait notamment de l'amélioration de réseau de transport en commun au sein de Nantes Métropole qui attire de nouveaux usagers résidant sur la rive opposées de la Loire. Le pont est devenu inadapté face à l'afflux de croissant de véhicules qui l'emprunte chaque jour. Le Conseil général de la Loire-Atlantique a lancé en 2013 une étude pour moderniser le pont de Mauves et ceux de Thouaré. Si le remplacement de l'ouvrage actuel semblait ne pas être l'option retenue, un programme de rénovation n'était pas à exclure.
Cette rénovation doit débuter en septembre 2020 pour se poursuivre jusqu'en 2024. Ces travaux comprennent : la reconstruction des tabliers avec de nouvelles pièces de ponts métalliques et un béton fibré à ultra haute performance, la réparation de la charpente métallique et la création de passerelles cyclables et piétonnes de 2 m de largeur utile en encorbellement de chaque côté des ouvrages.
Jacques Demy a réalisé une de ses premières réalisations cinématographiques sur le bombardement du Pont de Mauves.

## Histoire
– 1944, le 18 juin : Bombardement de nuit du Grand-Pont de Mauves,
– 1944, le 9 août : Dynamitage-destruction des Ponts de Mauves,
– 1950, le 14 septembre : Reconstruction des Travées 4 et 5 du Grand-Pont.